# Alina Pogostkina
Alina Aleksandrovna Pogostkina (Russisch: Алина Александровна Погосткина) (Leningrad, 18 november 1983) is een in Rusland geboren Duits violiste.
Pogostkin is de dochter van twee violisten. Ze begon op vierjarige leeftijd met muziek. Op vijfjarige leeftijd gaf ze haar eerste soloconcert. In 1992 verhuisde ze naar Heidelberg in Duitsland waar ze in eerste in instantie met haar ouders werkte als straatmuzikant. Later studeerde ze aan de Hanns Eisler muziekacademie in Berlijn waar ze les kreeg van Antje Weithaas. Ze won meerdere (inter)nationale prijzen. In 1997 won ze de Louis Spohr competitie en in 2005 won ze de Internationale Jean Sibelius Violin competitie in Helsinki.
- Gemeinsame Normdatei: 135449235
- International Standard Name Identifier: 0000 0003 7192 1408
- Library of Congress Control Number: no2012097854
- MusicBrainz: 260b025d-f8ce-40c9-8230-f86cf9222b86
- Virtual International Authority File: 261463286
- WorldCat: E39PBJpv3gjWBpFdGPrKJrFMyd